# Alexandru Maxim
Alexandru Iulian Maxim (* 8. Juli 1990 in Piatra Neamț) ist ein rumänischer Fußballspieler. Er ist rumänischer Nationalspieler und steht in der Türkei beim Gaziantep FK unter Vertrag.

## Karriere

### Vereine

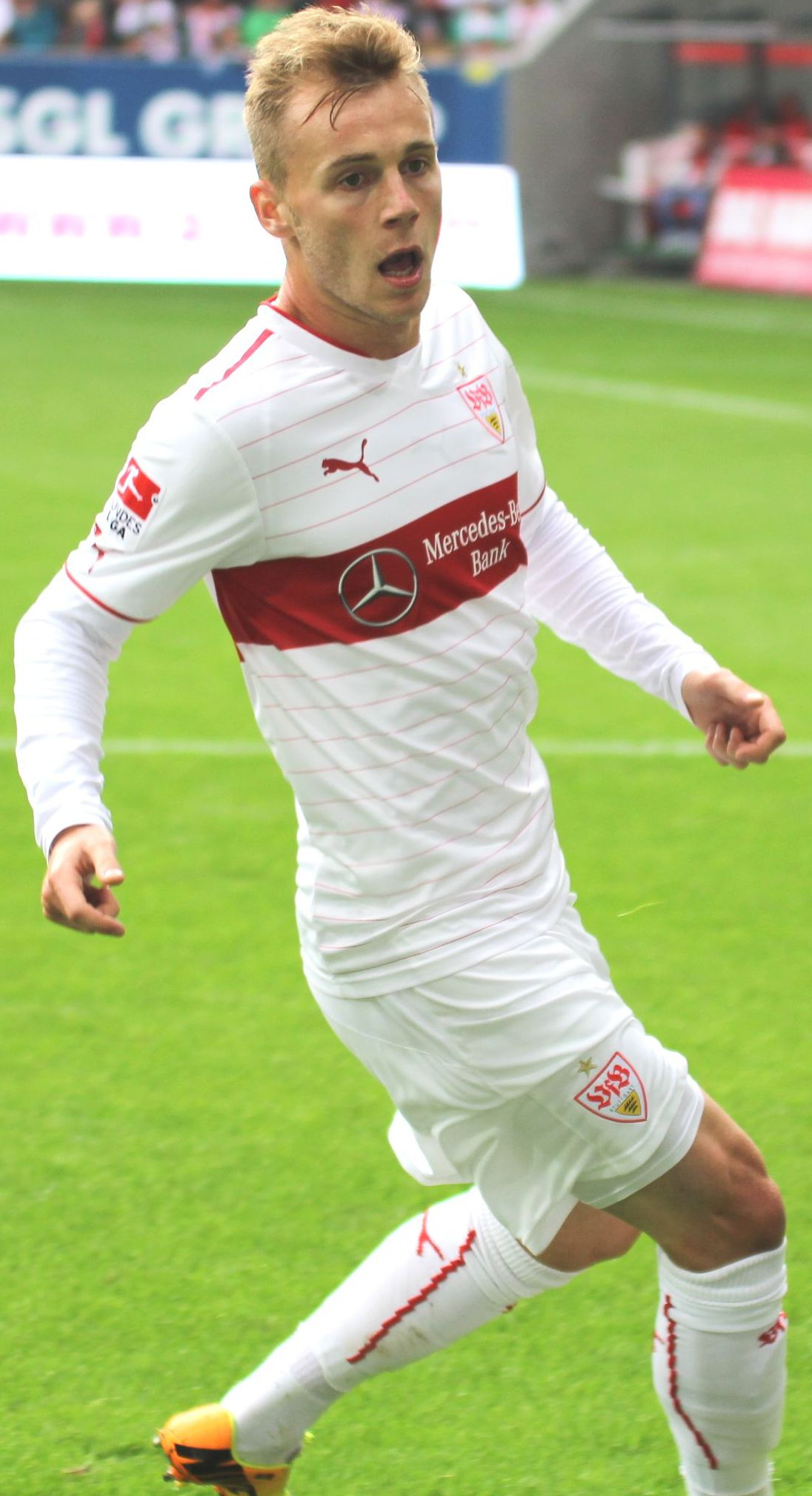
Maxim beim Spiel FC Augsburg gegen VfB Stuttgart am 25. August 2013

Maxim begann mit sieben Jahren bei Olimpia Piatra Neamț mit dem Fußballspielen und ging mit 14 Jahren in die Fußballschule des FC Ardealul Cluj. Im Jahr 2007 wechselte er in die Jugend von Espanyol Barcelona. Im Jahr 2009 kam er in den Kader der zweiten Mannschaft in der Segunda División B. Nach dem Abstieg 2010 schloss er sich dem Ligakonkurrenten FC Badalona an. Dort kam er jedoch kaum zum Einsatz, als der Klub als Zweitplatzierter knapp den Aufstieg in die Segunda División verpasste. Im Sommer 2011 kehrte er nach Rumänien zurück, wo ihn Erstligist Pandurii Târgu Jiu unter Vertrag nahm. Dort entwickelte er sich zur Stammkraft und zum Nationalspieler.
Am 31. Januar 2013 wechselte Maxim zum VfB Stuttgart. Im Pokalfinale 2013 verlor er mit dem VfB gegen den FC Bayern München. In der Bundesliga kam er regelmäßig zum Einsatz, dabei oft als Einwechselspieler. Am Ende der Saison 2015/16 stieg Maxim mit dem VfB in die 2. Bundesliga ab und in der Folgesaison als Zweitligameister direkt wieder auf. Sein Vertrag beim VfB Stuttgart lief bis Ende Juni 2019.
Zur Saison 2017/18 schloss er sich für vier Jahre dem Bundesligisten 1. FSV Mainz 05 an. In seinen ersten beiden Saisons kam er bei den Mainzern meist als Einwechselspieler zum Einsatz; in der Hinrunde der Saison 2019/20 absolvierte er nur fünf Bundesligaspiele. Ende Januar 2020 wurde er bis Saisonende an den türkischen Erstligisten Gaziantep FK verliehen, um dort mehr Einsatzzeit zu bekommen und sich weiterhin für die rumänische Nationalmannschaft zu empfehlen. Bis zum Saisonende absolvierte der Rumäne alle restlichen 15 Ligaspiele von Beginn an und wurde variabel im Mittelfeld eingesetzt; dabei erzielte er sieben Tore. Er wurde mit dem Aufsteiger Tabellenachter und kehrte im Anschluss zunächst nach Mainz zurück. Dort plante man jedoch nicht mehr mit ihm und sein noch ein Jahr laufender Vertrag wurde Mitte August 2020 einvernehmlich aufgelöst. Einen Tag nach der Vertragsauflösung unterschrieb der Rumäne einen Zweijahresvertrag bei seinem vorherigen Leihverein Gaziantep.

### Nationalmannschaft
Maxim wurde von Nationaltrainer Victor Pițurcă im Mai 2012 ins Aufgebot für zwei Freundschaftsspiele berufen. Am 30. Mai kam er gegen die Schweiz zu seinem ersten Einsatz, als er in der 82. Minute für Gabriel Torje eingewechselt wurde. Im WM-Qualifikationsspiel gegen Andorra gelang ihm am 11. September 2012 sein erstes Tor.

## Erfolge

### Verein
VfB Stuttgart
- DFB-Pokalfinalist: 2013
- Deutscher Zweitliga-Meister: 2017